# Longchamp (Wogezy)
Longchamp – miejscowość i gmina we Francji, w regionie Grand Est, w departamencie Wogezy.
Według danych na rok 1990 gminę zamieszkiwało 325 osób, a gęstość zaludnienia wynosiła 32 osób/km² (wśród 2335 gmin Lotaryngii Longchamp plasuje się na 728. miejscu pod względem liczby ludności, natomiast pod względem powierzchni na miejscu 594.).